# Santana (distrito de São Paulo)
Santana é um distrito do município de São Paulo, situado na Zona Norte do município, ao norte do rio Tietê e compõe com os distritos de Tucuruvi e Mandaqui a Subprefeitura de Santana/Tucuruvi. O distrito de Paz de Santana, como era chamado na época, criado em 1898 foi um antigo núcleo populacional da zona norte do município, tanto que comemora-se o aniversário do distrito na mesma  data de fundação do bairro de Santana, dia 26 de julho de 1782.
Permaneceu durante muito tempo isolado do restante da capital devido a barreiras naturais como o Rio Tietê e a Serra da Cantareira, adquirindo características rurais. O isolamento durou até o início do século XX quando houve a construção da Ponte das Bandeiras e do Tramway da Cantareira. Seguindo os passos de todo o município, Santana se desenvolveu rapidamente devido ao processo de industrialização e à riqueza gerada através do ciclo do café em todo o estado. Atualmente é um centro socioeconômico regional, funcionando como polo de comércio, serviços e lazer para outras localidades da zona norte.
Abrigou outrora a antiga sede da Casa de Detenção de São Paulo, transformada no que é hoje o Parque da Juventude. Possui também um dos maiores centros de feiras e exposições paulistanos, o Pavilhão do Anhembi, além do Terminal Rodoviário do Tietê, o mais movimentado do Brasil e o Aeroporto Campo de Marte, o primeiro do município.  Destacam-se Alto de Santana e o Jardim São Paulo, regiões nobres localizadas em sua extensão. Possui o maior IDH (0,925) da zona norte do município e o décimo nono maior dentre todos os 96 distritos. Para efeito de comparação: no ano 2000, data do último censo paulistano, este valor de IDH era igual ao da Alemanha.

## História
O distrito de Paz de Santana foi criado em 1898, tendo seus limites alterados ao longo dos anos com a criação de novos subdistritos e dos atuais distritos (Lei municipal de 1986) na zona norte do município. Entretanto, as origens da região de Santana são muito antigas, tanto que é reconhecido como aniversário do bairro de Santana a data de 26 de julho de 1782 (243 anos).
O nome Santana é uma referência à mais famosa propriedade da região: a Fazenda de Sant'Ana – expropriada pelo governo português dos jesuítas, através do Marquês de Pombal, no século XVIII, muito profícua de produção agrícola e abastecia o centro com suas provisões. A região de Santana até os fins do século XIX manteve como característica o fornecimento de frutas e verduras para o município – centro e adjacências, além de ter se feito conhecer como local de lazer e passeio, por sua posição geográfica próxima a Serra da Cantareira, aonde os paulistanos podiam descansar em contato com a natureza.
Santana é uma região que, apesar de ser um antigo núcleo populacional da zona norte do município, permaneceu durante muito tempo isolada do restante da capital devido a barreiras naturais como o Rio Tietê e a Serra da Cantareira. Esse isolamento permaneceu até o início do século XX quando, seguindo os passos de toda o município, Santana se desenvolveu rapidamente devido ao processo de industrialização e à riqueza gerada através do ciclo do café em todo o estado.
Para abastecer o reservatório da Consolação a A Companhia Cantareira e Esgotos resolveu captar água na Serra da Cantareira e foi necessário a criação de um meio de transporte para locomoção de trabalhadores e materiais de construção, então o Governo do Estado resolveu então construir a pequena linha férrea provisória do Tramway da Cantareira. No ano de 1893 o tramway já estava em operação.  
Santana abrigava quatro estações do trem, eram: a Areal na altura da atual estação Carandiru do Metrô, Santana criada na Rua Alfredo Pujol próximo à Rua Voluntários da Pátria, Quartel em frente ao quartel do Exército (CPOR/SP) e Chora Menino havendo a mudança de nome para Santa Terezinha, que situava-se próximo ao Cemitério de Santana na rua Cônego Manoel Vaz.
No início da década de 1940 o distrito ganhou uma nova ligação com a região central do município, com a construção da Ponte das Bandeiras, que substituiu a antiga Ponte Grande. O prefeito da época, Prestes Maia, considerava a obra como o portão de entrada do município. Nos arredores da ponte instalaram-se diversas agremiações esportivas, destacando-se o Clube de Regatas Tietê e o Clube Esperia, este último fundado em 1899 e ainda existente. Esportes aquáticos como regatas de remo e natação eram regularmente praticados no rio Tietê, antes deste ter o trecho que cruza a capital completamente poluído nas décadas seguintes.
No dia 31 de março de 1965, após 72 anos de uso, o Tramway foi desativado para liberar caminho para o Metropolitano de São Paulo. Dez anos depois o distrito de Santana completou sua integração com o resto do município: com a construção da Linha 1-Azul do Metrô, a região passou por um processo de desenvolvimento e avanços em sua infraestrutura, que a transformou em um dos principais pólos comerciais da zona norte do município.
A antiga Companhia Telefônica Brasileira (CTB) inaugurou em 1938 na Rua Voluntários da Pátria uma estação telefônica (prefixo 3-8), que operou até 1968, quando foi substituída por uma nova estação, construída na Avenida Cruzeiro do Sul. Ampliou-se então a capacidade anterior de mil terminais para 12 mil terminais (prefixos 298 e 299). Atualmente, cerca de 180 mil terminais telefônicos operam na estação telefônica de Santana. Com a digitalização da rede telefônica e a necessidade de mais terminais telefônicos, foi trocada novamente em 1997 e adicionados mais prefixos como: 6281, 6283, 6950, 6959, 6971, 6972, 6973, 6974, 6975, 6976, 6977, 6978 e 6979. Em 2008, foi trocado o 6 dos prefixos por 2, ficando 2950, por exemplo.

## Atualidade
Santana é bem atendido no transporte, água, esgoto, moradia e comércio. Sofre de problemas como: zonas de meretrício, enchentes, inúmeras pichações e grande número de moradores de rua no centro de Santana.  
Nos últimos anos o centro de Santana está a passar por um processo de gentrificação. Em 2010, ano de eleições, a região recebeu obras de revitalização e reurbanização, feitas pela Subprefeitura de Santana-Tucuruvi. Algumas avenidas do distrito estão a receber melhorias, vindas do Poder Público, são elas: General Ataliba Leonel, Zaki Narchi e Luiz Dumont Villares. As vias ganharam calçadas verdes, que permitem um melhor escoamento das águas das chuvas, além de possibilitar a arborização da área. Havia também planos para a construção de uma ligação viária entre as avenidas Cruzeiro do Sul e Engenheiro Caetano Álvares. Devido ao projeto, 340 imóveis seriam desapropriados nesse distrito. A conclusão do mesmo estava prevista para o ano de 2012, o que, no entanto, nunca veio a se realizar.
Todo seu território é urbano com alta taxa de densidade demográfica. O fenômeno da verticalização cresce ano após ano e surge como consequência da valorização dos terrenos existentes. Por ser dotado de uma gama de escolas, universidades, hospitais, clubes, lojas, restaurantes e barzinhos as incorporadoras desenvolvem empreendimentos de médio e alto padrão, tanto que há locais no distrito em que o metro quadrado chega a custar R$ 7 mil. A região que recebe lançamentos de alto padrão com grande demanda é o Alto de Santana. Com esse processo de desenvolvimento e avanços em sua infraestrutura, o distrito transformou-se em um dos principais polos econômicos e culturais da zona norte do município.

## Geografia

### Relevo
O distrito encontra-se próximo à Serra da Cantareira portanto a maior parte do seu território é acidentado com altitudes que vão nos 720 aos 810 metros. As áreas mais baixas são o centro do bairro de Santana desde a Marginal Tietê, passando pelo Campo de Marte, até os arredores da estação Santana, apresentando baixos terraços pluviais da várzea do rio Tietê mantidos por cascalhos e aluviões antigos.
Já as áreas altas do distrito começam a partir das ruas Conselheiro Saraiva, Alfredo Pujol e do final da Avenida Cruzeiro do Sul, as elevações são consideráveis, caracterizadas por altas colinas e espigões secundários nas abas das primitivas plataformas interfluviais das colinas paulistas (750 a 810 metros). As regiões que apresentam colinas são: o Alto de Santana (bairros de Santana e Vila Santana), os bairros de Santa Terezinha, Água Fria, Jardim São Paulo e arredores. No último bairro citado encontra-se o Mirante de Santana, a 792 metros de altitude, que é a principal estação meteorológica do Instituto Nacional de Meteorologia (INMET) no município; devido a sua altitude é possível ter um preciso monitoramento do tempo e uma vista privilegiada do município.

### Clima
O clima de Santana é considerado subtropical úmido (Cfa de acordo com a classificação climática de Köppen-Geiger), com as quatro estações do ano relativamente definidas. A temperatura média anual é de 20 °C. O verão é morno, com precipitação, e o inverno é fresco, com pouca precipitação. Ao longo do ano, normalmente, a temperatura mínima nos meses mais frios é de 13 °C e a temperatura máxima nos meses mais quentes é de 29 °C e raramente são inferiores a 8 °C ou superiores a 32 °C.
Como dito anteriormente, em tal distrito situa-se a estação meteorológica do Mirante de Santana, que é a oficial da capital paulista, administrada pelo Instituto Nacional de Meteorologia (INMET). No local em questão, desde 1945, a menor temperatura já registrada foi de −2,1 °C, em 2 de agosto de 1955, e a maior temperatura já registrada foi de 37,8 °C, em 17 de outubro de 2014.
Por possuir território urbanizado próximo do centro da capital e afastado de significativas áreas verdes, Santana é um dos distritos com as temperaturas médias mais altas da cidade.

### Hidrografia
Além do rio Tietê, que delimita o distrito, os  Água Fria e Carandiru (também conhecido como Carajás) atravessam o distrito. O Carajás esta localizado na Bacia de Esgotamento Carandiru que drena uma área de aproximadamente 6,70 km², o córrego passa pelos bairros de Santana, Jardim São Paulo, Parada Inglesa e Vila Guilherme até desaguar no Rio Tietê. Estava poluído, até que em 2007, pelo Programa Córrego Limpo do Governo do Estado, foi despoluído.
O abastecimento de água em Santana é feito pela Companhia de Saneamento Básico do Estado de São Paulo (Sabesp). Na pesquisa do ano 2000, o IBGE constatou que 95,56% dos domicílios do distrito possuíam rede geral de água.

### Uso e cobertura do solo
O território de Santana é composto em toda sua totalidade por área urbana. São 12,60 km² de área e 2.189.700 de m² de cobertura vegetal que dão 17,37 m² por habitante (dados do ano de 1999). Destaca-se no setor de comércio e de uso residencial de médio padrão (26,8% e 45,7% da área construída respectivamente).

### Tecidos urbanos
Santana possui uma miríade de tecidos urbanos. Os núcleos originais como o centro do bairro homônimo ao distrito apresentam-se horizontais, caracterizados pela presença de alguns edifícios comerciais e de serviços. As mesmas características comerciais são observadas em avenidas e algumas ruas do distrito. São comuns casarios de médio padrão compostos por sobrados em bairros de classe média normalmente localizados em um anel próximo a zonas comerciais como em Santa Terezinha, Água Fria, Chora Menino e Imirim.
O Jardim São Paulo caracteriza-se por portar condomínios horizontais de médio e alto padrão, sendo considerado como "Zona de Valor B" pelo CRECI. O Alto de Santana que corresponde ao alto do bairro de Santana e o bairro de Vila Santana é uma região residencial verticalizada de alto padrão que varia bastante a relação entre a largura da rua e a altura dos edifícios, também recebe classificação "B" pelo CRECI. Há também regiões de ruas privativas com condomínios fechados horizontais, de acesso restrito. As regiões tradicionalmente caracterizadas como favelas são pouco presentes (0,20% dos domicílios do distrito), porém há regiões de conjuntos habitacionais verticais (Cingapura) como na Avenida Zaki Narchi na divisa com Vila Guilherme.

### Localização geográfica
O distrito de Santana está localizado na margem norte do rio Tietê. Limita-se com o distrito de Vila Guilherme a leste, Casa Verde a oeste, Bom Retiro e Pari ao sul, Tucuruvi a nordeste e Mandaqui ao norte.
- Avenida Engenheiro Caetano Álvares, Rua Mariquinha Viana, Avenida Água Fria e Rua José de Albuquerque Medeiros
- Avenida Nova Cantareira, Rua Lagoa Verde, Rua Tomé Portes e Avenida Luiz Dumont Villares
- Avenida Zaki Narchi e Avenida Moysés Roysen
- Marginal Tietê
- Rua Brazelisa Alves de Carvalho e Avenida Brás Leme
- Rua Maria Curupaiti
- Rua Ana Ribeiro e Avenida Imirim

### Subdivisões
Santana é formado por 22 bairros, dois dentre eles formam a região chamada de Alto de Santana, são o bairro de Vila Santana e a região alta do bairro de Santana.

## Demografia
Segundo estimativa do IBGE (Instituto Brasileiro de Geografia e Estatística), dados do Censo Demográfico de 2022, Santana tem uma população total de 115.689 habitantes. Segundo um levantamento do SEADE (Fundação Sistema Estadual de Análise de Dados), dados do Censo Demográfico de 2008, Santana tem uma população total de 110.086 habitantes. Destes, 53% residentes são do sexo feminino e 47% residentes são do sexo masculino. Como é possível observar o distrito tem desde o ano de 1980 uma taxa de crescimento de -1,10. Segundo o censo da Folha a população de Santana está composta por: brancos (84,0%), pardos (8,0%), pretos (7,0%), amarelos e indígenas (1,0%).
Evolução demográfica do distrito de Santana

### Indicadores sociais
Os Indicadores sociodemográficos do censo de 2000 apontam um Índice de Desenvolvimento Humano (IDH) alto de 0,925 que o coloca na 19ª posição entre os distritos do município, sendo o maior da zona norte e maior do que o de Portugal (0,909).
No ano de 2008 somente 0,20% dos domicílios do distrito eram caracterizados como favelas ou cortiços.
Esse fato que chama atenção em Santana, que por situar-se em uma região onde indicadores socioeconômicos são médios e elevados, apresenta indicadores muito elevados, semelhantes as regiões mais desenvolvidas do município.
IDH's do ano 2000
- IDH - médio: 0,925
- IDH - renda: 0,942
- IDH - longevidade: 0,920
- IDH - educação: 0,913

A média da idade de Santana é 44,7 anos, semelhante às médias de países de primeiro mundo como: Canadá, Suíça e Alemanha. Está acima da média brasileira que é dos 25-30 anos, que indica as melhores condições de vida da população. Em se tratando de níveis sociais, na população do distrito há um predomínio da  Classe B, pesquisa feita no ano de 2008 pela Folha de S.Paulo.
| |         |
| \| 0 a 9 anos de idade \| 7,98 % \| \| 10 a 14 anos de idade \| 5,14 % \| \| 15 a 19 anos de idade \| 4,68 % \| \| 20 a 29 anos de idade \| 11,18 % \| \| 30 a 59 anos de idade \| 42,25 % \| \| 60 anos de idade e mais \| 29,77 % \| |         |
| 0 a 9 anos de idade | 7,98 %  |
| 10 a 14 anos de idade | 5,14 %  |
| 15 a 19 anos de idade | 4,68 %  |
| 20 a 29 anos de idade | 11,18 % |
| 30 a 59 anos de idade | 42,25 % |
| 60 anos de idade e mais | 29,77 % |

| 0 a 9 anos de idade     | 7,98 %  |
| 10 a 14 anos de idade   | 5,14 %  |
| 15 a 19 anos de idade   | 4,68 %  |
| 20 a 29 anos de idade   | 11,18 % |
| 30 a 59 anos de idade   | 42,25 % |
| 60 anos de idade e mais | 29,77 % |

| |      |
| \| Classe A \| 18 % \| \| Classe B \| 57 % \| \| Classe C \| 22 % \| \| Classe D \| 2 % \| \| Classe E \| 0 % \| |      |
| Classe A | 18 % |
| Classe B | 57 % |
| Classe C | 22 % |
| Classe D | 2 %  |
| Classe E | 0 %  |

| Classe A | 18 % |
| Classe B | 57 % |
| Classe C | 22 % |
| Classe D | 2 %  |
| Classe E | 0 %  |

#### Segurança
O distrito de Santana está entre os dez com menor taxa de homicídios do município (dentre 96 distritos).

### Religião
Embora tenha se desenvolvido sobre uma matriz social eminentemente católica, tanto devido à colonização quanto à imigração — e ainda hoje a maioria dos habitantes declara-se católica — é verificada uma variedade cultural, são diversas as manifestações religiosas presentes no distrito.
Encontra-se atualmente no distrito dezenas de denominações protestantes diferentes, assim como a prática do espiritismo, racionalismo cristão, maçonaria, seichonoitas, hinduístas e religiões afro-brasileiras. De acordo com o caderno especial DNA Paulistano Norte realizado pelo jornal Folha de S.Paulo no ano de 2008, a população de Santana está composta por: católicos (55%), evangélicos (12%), pessoas sem religião (12%) e outras religiões (21%).

#### Igreja Católica Romana
A Igreja Católica possui diversas paróquias no distrito, principalmente nos bairros de Santana, Imirim e Santa Terezinha.
A Paróquia Santa Teresinha, localizada no bairro homônimo, foi tão infuente que mudou o nome do bairro onde estava inserida na época [Chora Menino] para o nome atual. A Igreja Católica reconhece como padroeira do bairro de Santana, Santa Ana, avó de Jesus cuja festa litúrgica é realizada no dia 26 de julho, mesmo dia do aniverário do bairro e distrito. O distrito recebeu duas visitas papais, na última houve a canonização de Frei Galvão pelo Papa Bento XVI. O feito ocorreu no dia 11 de maio de 2007 no Aeroporto Campo de Marte.

#### Igrejas protestantes
O distrito possui os mais diversos credos protestantes ou reformados,  a Igreja Presbiteriana, a Igreja Metodista e a Igreja Batista.

#### Igrejas evangélicas
O distrito também possui diversas denominações evangélicas como a como a Comunidade Cristã Paz e Vida, a Igreja Betel, a Missão Mundial Graça e Paz, a Igreja Mundial do Poder de Deus, a Igreja Renascer em Cristo, a Igreja Universal do Reino de Deus e Igreja Assembléia de Deus. Há um expressivo número de igrejas no centro de Santana.
Anualmente é realizada no bairro de Santana a Marcha para Jesus, organizada pela Igreja Renascer em Cristo. O evento consiste na participação de trios elétricos de diversas comunidades e igrejas cristãs movimentados em um circuito até chegar na concentração, ao lado do Aeroporto Campo de Marte. É a maior marcha do mundo, tanto que no ano de 2008 reuniu 1,2 milhões de pessoas segundo a medição oficial da Polícia Militar.

#### Racionalismo Cristão
No bairro de Santana situa-se a sede paulista do Racionalismo Cristão, uma dissidência do Movimento Espírita Brasileiro. A Filial São Paulo funcionou até 1973 na rua Francisca Júlia (Alto de Santana), quando mudou-se para a rua Gabriel Piza, no centro do bairro. O edifício-sede é uma cópia fidedigna da Casa Chefe estabelecida no Rio de Janeiro.  A doutrina espiritualista foi homenageada com a denominação de uma pequena rua do distrito.

## Infraestrutura

### Transportes
O distrito de Santana conta com quatro estações de metrô, sendo elas, do sul para o norte: Portuguesa-Tietê, Carandiru, Santana e Jardim São Paulo-Ayrton Senna, todas pertencentes à Linha 1-Azul. Duas dessas estações estão ligadas a dois importantes terminais rodoviários da capital, sendo um municipal e um internacional: o Santana e o Tietê, respectivamente.
O Terminal Santana é um terminal de grande porte, utilizado apenas para o transporte coletivo municipal com linhas destinadas essencialmente à região norte, mas também com destinos às outras regiões de São Paulo, principalmente a região central.
Já o Tietê é considerado o mais importante de São Paulo, sendo a grande referência para viagens rodoviárias, ligando o município a quase todos os estados brasileiros e a algumas localidades dos países vizinhos. Encontra-se também no distrito o Aeroporto Campo de Marte, que abriga a maior frota de helicópteros do Brasil, segunda do mundo e atualmente é o quinto aeroporto do país em movimento operacional. Haveria em Santana uma estação de trem-bala. No projeto previsto para o trem de alta velocidade que ligará o Rio de Janeiro a São Paulo e a Campinas, a única parada prevista na capital paulista seria no Campo de Marte, agora passando para a Estação Água Branca.

### Educação
Cinco universidades, escolas públicas (que incluem escolas infantis, primárias, secundárias e técnicas) além de muitas escolas privadas. Isso faz Santana possuir um sistema educacional público e privado que supre adequadamente a demanda por educação básica. Segundo o instituto de pesquisas Datafolha o distrito é campeão do município em número de escolas particulares, ao todo são 69. Destacam-se as escolas de idioma e escolas técnicas – a recém inaugurada Etec Parque da Juventude que oferece inúmeros cursos profissionalizantes e cursos técnicos.
Existem algumas escolas muito tradicionais no distrito, seja público ou privada, muitos desses colégios são ligados à igreja católica como os colégios Santana, Salete, Salesiano, Consolata e Luiza de Marilac. Há no distrito até uma escola de pilotagem, localizada no Aeroporto Campo de Marte (a maior escola de aviação da América Latina). O ensino superior  é recente, como em toda zona norte, ministrado somente por instituições particulares. O distrito possui também três bibliotecas públicas, a Narbal Fontes, de São Paulo e a Nuto Sant’Anna. 

### Saúde
Dentro do distrito encontram-se diversos hospitais, principalmente em torno da rua Voluntários da Pátria, onde se encontram os hospitais da  Aeronáutica, Alvorada, CEMA, San Paolo, São Camilo (no bairro de Vila Santana-Alto de Santana), Conjunto Hospitalar do Mandaqui, um dos maiores da América Latina (que fica no distrito de Santana, apesar do nome) além dos Pronto-socorro Municipal Santana - Lauro Ribas Braga e a UBS Joaquim Antonio Eirado (JAE).

### Outros serviços
O distrito de Santana detém a 249ª Zona Eleitoral. É possível encontrar na região outros estabelecimentos públicos como o 8º Cartório de Registro Civil, o Departamento Estadual de Investigações Criminais (DEIC), o Arquivo do Estado, uma unidade do Corpo de Bombeiros,  a Penitenciária Feminina de Sant'Ana, o Centro de Controle de Zoonoses (CCZ), o Cemitério de Santana, um Centro de Apoio ao Trabalho (CAT), um quartel do exército (CPOR/SP) e bicicletário.

## Cultura

### Lazer
No bairro de Santana encontra-se o Parque da Juventude, inaugurado em 2003 no terreno antes ocupado pelo Complexo Penitenciário do Carandiru, atualmente desativado. O Parque da Juventude ainda não está totalmente concluído mas grandes áreas verdes e quadras esportivas já estão disponíveis para uso público. Ele é considerado um dos melhores do município.
Localiza-se também o Complexo do Anhembi, que engloba um imenso pavilhão de exposições sazonais, um médio pavilhão com as mesmas finalidades, um excelente auditório público, o hotel Holiday Inn, maior hotel do Brasil (de acordo com o site oficial), faz parte do complexo Parque Anhembi , bem como o Sambódromo do Anhembi, local destinado aos desfiles oficiais de escolas de samba, paradas cívicas e eventos similares. O Teatro Alfredo Mesquita construído pelo Prefeito Jânio Quadros também localiza-se no bairro. O Teatro Silvio Santos, do SBT, ficava no bairro do Carandiru, onde foram gravados programas de auditório, comandados pelo Silvio Santos, Augusto Liberato e outros apresentadores.
Em seu território há somente um museu, o Museu do Dentista, instituto que preserva a história da odontologia no país. O Arquivo Público do Estado‎‎, é uma das principais fontes para pesquisas documentais no país, abriga diversos arquivos documentação textual do período colonial ao Brasil República e um acervo com cerca de um milhão de imagens e microfilmes. Possui ainda um núcleo da Biblioteca Estadual, uma mapoteca e uma hemeroteca. No bairro do Jardim São Paulo situa-se o Clube Escola Jardim São Paulo, o teatro Jardim São Paulo, o SESC Santana, o Mirante de Santana e o Parque Domingos Luís com 8.000m² de área verde.
Vida noturna
Nos últimos anos algumas avenidas ficaram repletas de bares, conhecidos popularmente como "barzinhos" que são atrativos ao jovens que ocupam as calçadas das vias. As avenidas são Avenida Luiz Dumont Villares (também conhecida como "Avenida Nova"), Avenida Engenheiro Caetano Álvares que nos últimos dois anos, lojas de veículos e acessórios automotivos deram lugar a bares (já são 12 próximos uns dos outros) e Avenida Braz Leme.

### Música
O distrito tem uma cena musical fervilhante, com diversos bares, casas de show e danceterias. Desde a forte a presença da música eletrônica com as diversas raves e festas, como o Skol Beats, Nokia Trends, Spirit of London, que ocorrem anualmente no Parque Anhembi. Foi onde nasceu o grupo de pagode Jeito Moleque e a dupla Os Vips, de maior sucesso da Jovem Guarda.
No bairro de Santana nasceram Sérgio Reis, importante cantor sertanejo famoso pelo seu repertório diversificado e Marcelo Rossi, um sacerdote católico que tornou-se um fenômeno de mídia e cultura de massas no fim dos anos 1990.

### Esportes
Históricamente o distrito se destaca nos esportes desde a fundação do Clube Esperia em 1899 nos arredores da Ponte das Bandeiras. No rio Tietê eram praticados esportes aquáticos como remo e natação.
O município de São Paulo é sede de três grandes clubes brasileiros de futebol: Corinthians, São Paulo FC e Palmeiras. Destes clubes o Corinthians possui o maior número de torcedores no distrito (34%).
O distrito conta com diversas áreas para se praticar esportes como o Parque da Juventude, Clube Escola Jardim São Paulo, SESC Santana e Clube Esperia. Santana foi sede da Oi Mega Rampa no ano de 2008, onde os maiores nomes do skate mundial estavam presentes para desafiar uma pista com 107 metros de extensão e 27 metros de altura, o equivalente a um prédio de nove andares.
No ano de 2010 o distrito sitiou a São Paulo Indy 300, um evento automobilístico onde houve uma corrida pelas ruas santanenses, no chamado Circuito Anhembi. Recebeu este nome pois fora realizado nos arredores do Parque Anhembi, passando pela Avenida Olavo Fontoura e Marginal Tietê.
No bairro de Santana nasceram Ayrton Senna, Carlos Alberto Seixas (futebolista), Chico Landi (piloto de automobilismo); Maria Lenk (nadadora) também morou no distrito.

## Economia

### Comércio
Santana é um distrito que se desenvolveu e tornou-se uma centralidade socioeconômica regional, funcionando como pólo de comércio, serviços e lazer para outras localidades fora do eixo de desenvolvimento principal do município. Possui amplo comércio e apresenta vários edifícios comerciais concentrados principalmente no bairro de Santana, caracteriza-se por portar várias agências bancárias, supermercados, restaurantes, um centro de compras (Santana Shopping) e um grande número de lojas de roupas, sapatos e papelarias, fortemente concentrados na Rua Voluntários da Pátria que corta literalmente o distrito, são aproximadamente 600 lojas em seu entorno.
No Centro de Santana um diverso comércio popular, parecido com o da rua Vinte e Cinco de Março no centro comercial do distrito que a partir da década de 1990 tem se consolidado como polo de comércio de produtos contrabandeados, pirateados e falsificados, em geral localizam-se ao redor da estação Santana do metrô.
No Alto de Santana há um comércio específico para a classe mais abastada como: padarias gourmet, lojas de grife, clínicas de estética, academias e restaurantes modernos, concentrados principalmente na rua Pedro Doll e no seu entorno.

### Turismo
Devido ao Terminal Rodoviário Tietê, Aeroporto Campo de Marte e ao Complexo do Anhembi o distrito reúne também muitos flats e hotéis. Isso faz com que esta região seja um centro turístico do município de São Paulo. Local ideal para hospedar viajantes a negócios ou aqueles que vêm a turismo, para assistir ao Carnaval de São Paulo e desejam um ponto de partida de fácil acesso às atrações de outras regiões do município. Um desses hotéis é o Holiday Inn Parque Anhembi, o maior hotel da América do Sul com 780 apartamentos.

### Eventos
Além do Carnaval Paulistano realizado todos os anos no Sambódromo do Anhembi, Santana sedia diversos eventos como:  a Bienal do Livro de São Paulo, o Salão do Automóvel de São Paulo, a Super Casas Bahia e grandes feiras de negócios anualmente realizados no Pavilhão de Eventos do Anhembi.
O distrito recebe também eventos com milhões de participantes tais como: a Marcha para Jesus, a maior do mundo; as duas visitas do Papa ao país; o show do 1º de Maio da Força Sindical e o Domingo Aéreo no Parque de Material Aeronáutica de São Paulo.